# Tomasz Ławniczak
Tomasz Ławniczak (ur. 3 sierpnia 1961 w Ostrowie Wielkopolskim) – polski polityk, nauczyciel i samorządowiec, w latach 2010–2015 wicestarosta ostrowski, poseł na Sejm VIII i IX kadencji.

## Życiorys
W 1980 ukończył III Liceum Ogólnokształcące w Ostrowie Wielkopolskim, a w 1985 studia na Wydziale Filozoficzno-Historycznym Uniwersytetu Wrocławskiego. Od 1980 działał w Niezależnym Zrzeszeniu Studentów, brał m.in. udział w strajku dotyczącym rejestracji NZS. Po wprowadzeniu stanu wojennego zajmował się dystrybucją wydawnictw niezależnych, współpracował także z podziemnymi strukturami NZS i TKK Regionu Dolny Śląsk.
Po odbyciu służby wojskowej w 1986 podjął pracę jako nauczyciel w Zespole Szkół Zawodowych przy WSK w Kaliszu. W 1988 został członkiem Polskiego Towarzystwa Historycznego. W 1989 stanął na czele lokalnego Komitetu Obywatelskiego w Nowych Skalmierzycach. W latach 1990–1994 był radnym i członkiem zarządu miasta i gminy Nowe Skalmierzyce. W międzyczasie zatrudniony jako wizytator w kuratorium oświaty (1992–1997), a następnie dyrektor szkoły podstawowej (do 2005).
Angażował się także w działalność partyjną, był członkiem Stronnictwa Pracy (1989–1990), Porozumienia Centrum (w latach 90. kierował strukturami PC w województwie kaliskim) i Porozumienia Polskich Chrześcijańskich Demokratów (1999–2001), po czym dołączył do Prawa i Sprawiedliwości, w którym pełnił funkcję pełnomocnika okręgowego.
W latach 1998–2002 po raz pierwszy zasiadał w radzie powiatu ostrowskiego z listy Akcji Wyborczej Solidarność. Ponownie wybrany na radnego powiatowego w 2006. Był dyrektorem biura poselsko-senatorskiego Zbigniewa Trybuły i Andrzeja Dery. W wyborach samorządowych w 2010 i w 2014 uzyskiwał reelekcję do rady powiatu na kolejne kadencje. W 2010 powołany na wicestarostę, utrzymał to stanowisko również w 2014.
W wyborach parlamentarnych w 2015 kandydował do Sejmu w okręgu kaliskim. Uzyskał mandat posła VIII kadencji, otrzymując 8669 głosów. W wyborach w 2019 z powodzeniem ubiegał się o poselską reelekcję, zdobywając 13 496 głosów. W 2023 nie został wybrany do Sejmu kolejnej kadencji.
W 2024 uzyskał mandat radnego Sejmiku Województwa Wielkopolskiego VII kadencji.

## Odznaczenia
- Krzyż Oficerski Orderu Odrodzenia Polski (2025)[10]